# BMW M5 (E39)
La BMW M5 E39 est une automobile sportive produite par le constructeur allemand BMW. Lancée trois ans après la présentation de la nouvelle Série 5, elle en constitue la désormais habituelle déclinaison sportive signée par BMW M. En rupture avec ses aînées, celle-ci abandonne le traditionnel moteur à 6 cylindres en ligne de la marque bavaroise au profit d'un nouveau V8. Sous le ramage d'une berline cossue et confortable, il s'agit à sa sortie de la BMW de série la plus puissante et la plus performante de l'histoire de la marque.

## Motorisation

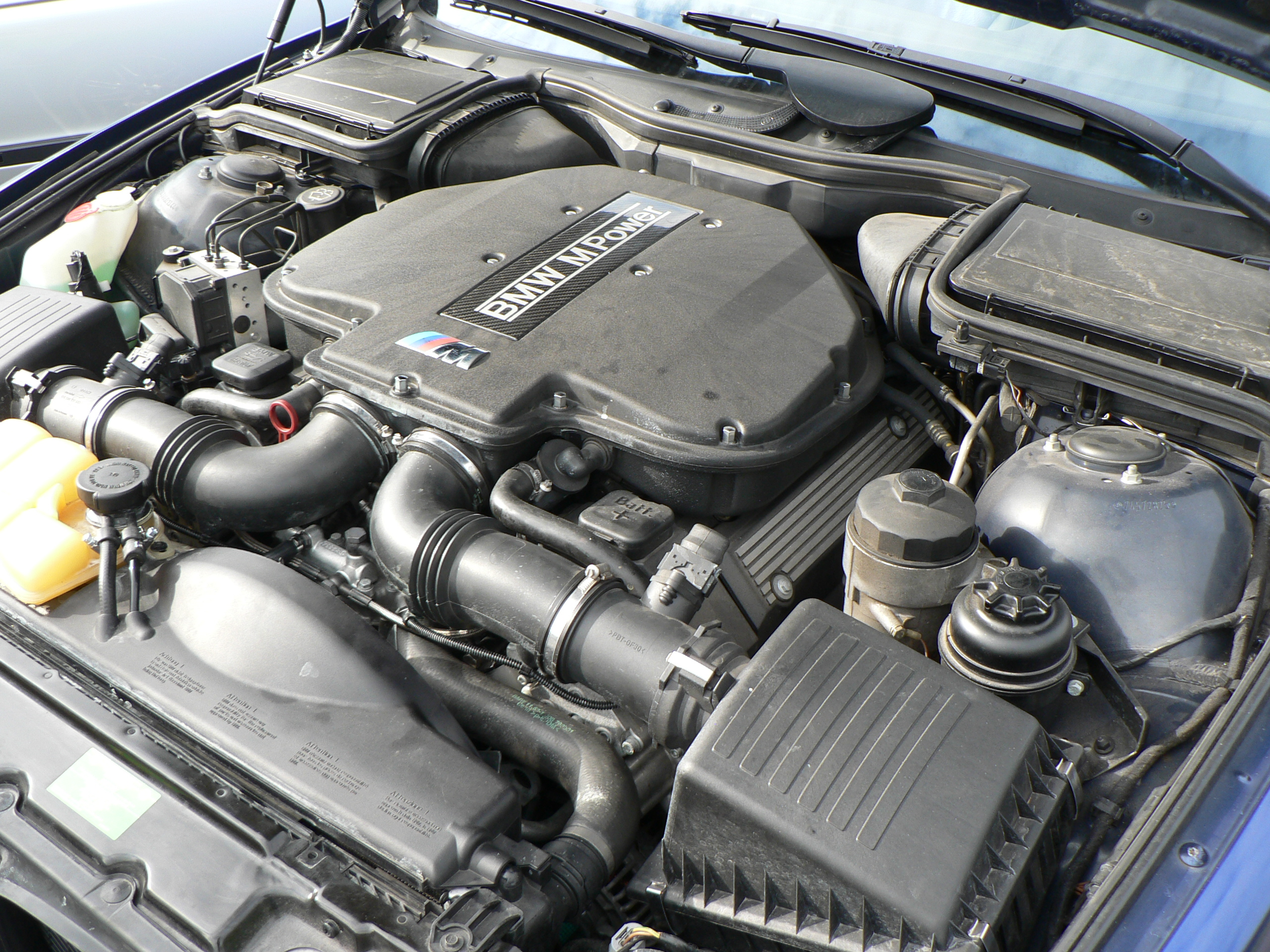
Le moteur V8 de la M5 E39.

Le nouveau moteur V8 de 4,9 litres de cylindrée, le S62, est entièrement réalisé en aluminium. Celui-ci n'est pourtant pas réellement nouveau car basé sur le moteur 4,4 litres de la 540i. L'augmentation de cylindrée a été obtenue par une augmentation simultanée de l'alésage et de la course. Ce V8 est à l'époque le plus gros moteur monté par le département Motorsport.
Outre cette augmentation de cylindrée, le V8 bénéficie de nombreuses évolutions. La lubrification et le refroidissement ont ainsi été revus avec minutie, tandis que l'ouverture des papillons est désormais gérée électroniquement selon la technique du Drive by wire — une méthode qui permet à la M5 de pouvoir adopter deux lois de gestion du moteur, normale ou sport. Par ailleurs, le haut-moteur est équipé du système de calage variable des arbres à cames à l'admission et à l'échappement, nommé chez BMW « Double Vanos ».
Le V8 atteint une puissance de 400 chevaux à 6 600 tr/min et 51 mkg de couple à 3 800 tr/min, tout en permettant une réduction des émissions polluantes et de la consommation, toutes choses égales par ailleurs. À l'usage, ce moteur affiche un caractère essentiellement marqué par son punch, sa vigueur et sa disponibilité dans les bas et moyens régimes, qui le rendent tout aussi capable de reprendre dès le ralenti que de venir « taper violemment au rupteur », situé à 7 000 tr/min. Des caractéristiques qui en font un moteur qualifié de « ludique, alerte et sportif », un bloc « magique et envoûtant » capable de « hurler comme un fauve à l'approche de la zone rouge ».

## Caractéristiques techniques
| 5.0 400                     |                                |
| Moteur                      | V8 à 90°                       |
| Alimentation                | Atmosphérique                  |
| Cylindrée                   | 4 941 cm3                      |
| Puissance maxi              | 400 ch (294 kW) à 6 600 tr/min |
| Couple maxi                 | 500 N m                        |
| Régime max                  | 7 000 tr/min                   |
| Norme environnementale      | Euro 1,2 et 3                  |
| Transmission                | Propulsion                     |
| Boite de vitesses           | Manuel à 6 rapports            |
| Vitesse maxi                | 253 km/h                       |
| 0-100 km/h                  | 5,3 s                          |
| Consommations (en L/100 km) | 13,9 L                         |
| Émissions de CO2 (en g/km)  | 346 g/km                       |
| Capacité du réservoir       | 70 L                           |
| Masse à vide (kg Eu)        | 1720 kg                        |

## Châssis et transmission

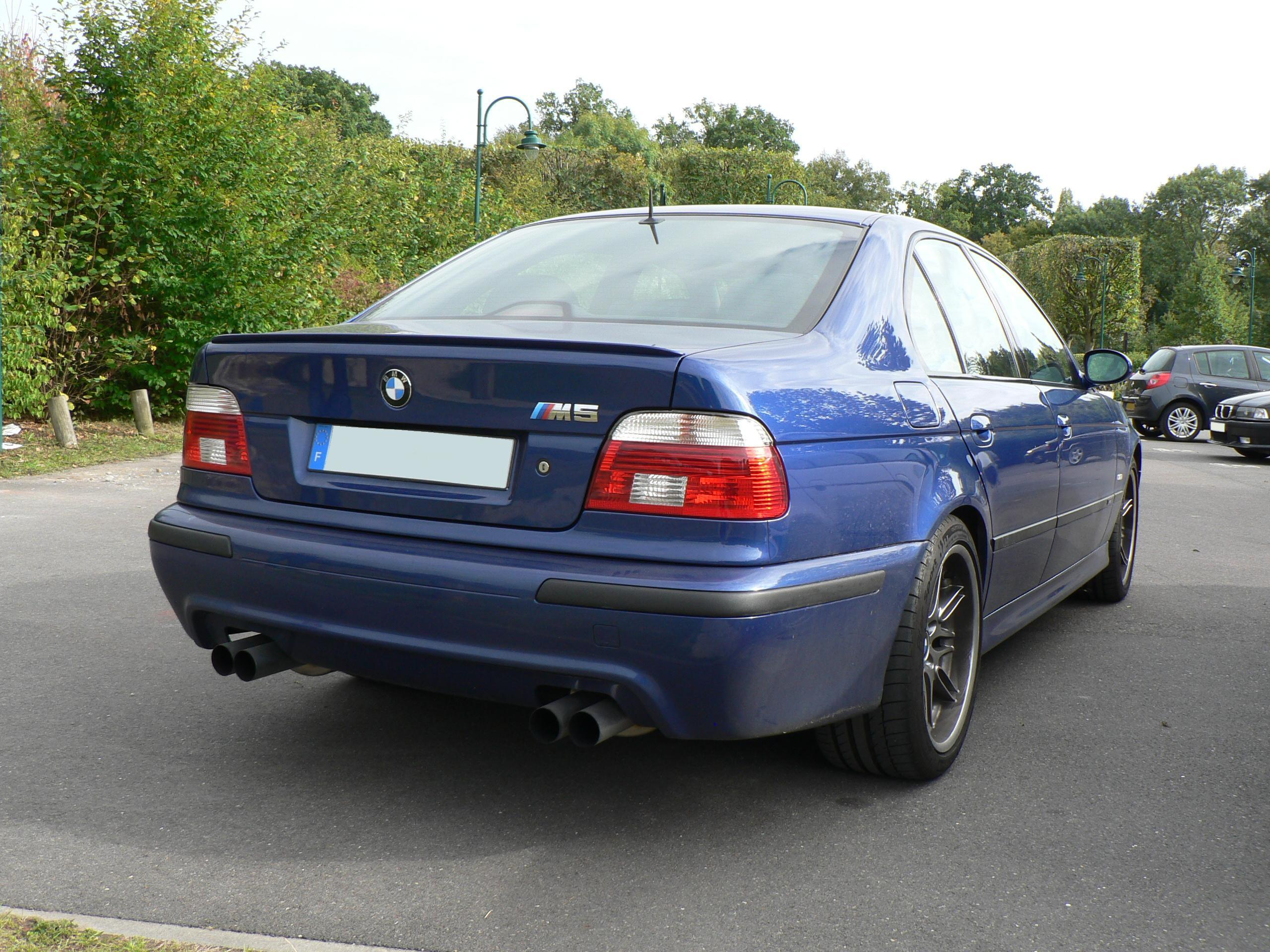
La M5 E39 vue de l'arrière.

En dépit de son niveau de puissance, la M5 reste avant tout une Série 5 ; elle ne présente donc à ce niveau aucune nouveauté majeure mais plutôt des évolutions ciblées. Ainsi, les trains roulants sont revus et abaissés de quinze millimètres à l'avant et de dix à l'arrière. En outre, ils débouchent désormais sur des roues de dix-huit pouces de diamètre, chaussées de pneumatiques de grandes dimensions – 245/40 ZR 18 à l'avant et 275/35 ZR 18 à l'arrière.
Les freins sont également retravaillés, avec des disques au diamètre majoré – 345 mm à l'avant et 328 mm à l'arrière – et un servofrein renforcé par rapport au système équipant la 540i. Un freinage qui reste pourtant généralement reconnu comme étant le principal défaut de cette M5, notamment en raison de sa piètre endurance en utilisation sportive,,.
Pour passer au sol la puissance et le couple conséquents du V8, BMW s'en remet – outre le recours à un pont arrière à différentiel autobloquant taré à 25 % – à la boîte de vitesses mécanique à six rapports de la 540i, associée à une « simple » commande manuelle ; les commandes de boîte séquentielles robotisées en étaient à l'époque à leurs débuts et n'étaient alors proposées que sur de très exclusives voitures de sport, comme la Ferrari F355. À cette transmission sont associées diverses aides électroniques à la conduite, à commencer par un système antipatinage couplé à un antidérapage de type ESP, tous deux entièrement déconnectables.

## Performances
À sa sortie, la M5 E39 ébranle le marché des voitures sportives par son très haut niveau de performances. Malgré son poids conséquent de 1 720 kg annoncés par le constructeur, elle abat ainsi, d'après le magazine Sport Auto, le kilomètre départ arrêté en 24 s 7, soit un dixième de seconde de mieux que la Porsche 911 Carrera de l'époque – une valeur souvent avancée pour ce modèle, et qui semble donc refléter le véritable niveau de performances de la E39. D'autres sources évoquent pourtant des accélérations encore meilleures, avec un temps au kilomètre départ arrêté allant jusqu'à 24 s 2,.
Pourtant, le véritable point fort de la M5, ce sont ses reprises, domaine dans lequel la 911 Carrera est cette fois nettement surclassée. La BMW passe ainsi de 100 à 140 km/h en 6 s 3 sur le cinquième rapport et en 8 s 2 en sixième, contre respectivement 7 s 0 et 9 s 8 pour la Porsche. En ce qui concerne sa vitesse maximale, la M5 est bridée à 250 km/h comme tous les autres modèles de la gamme BMW, mais ses niveaux de puissance et de couple ainsi que son étagement de boîte de vitesses – le sixième rapport tire jusqu'à 300 km/h – la rendent capable d'atteindre des allures bien supérieures.

## La M5 au quotidien

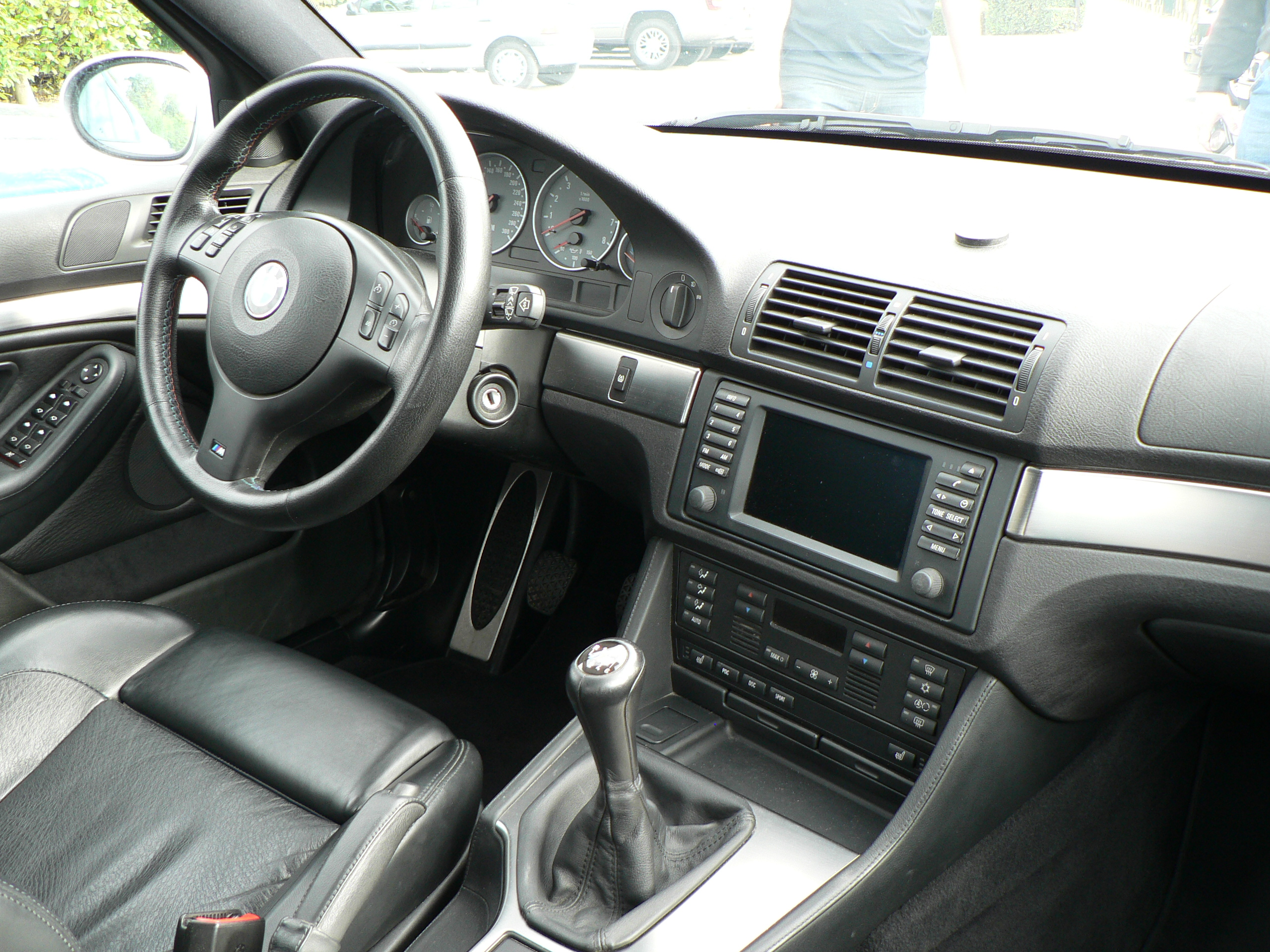
Le poste de conduite de la M5 E39, en finition sport.

Parce que basée sur la Série 5, la M5 se présente sous la forme d'une berline de standing, dotée d'un équipement et d'une finition haut-de-gamme. Elle propose de série bon nombre d'équipements considérés comme très luxueux à l'époque : sièges en cuir à réglage électrique avec mémoire, rétroviseurs électriques dégivrants, phares au xénon, volant avec commandes multi-fonctions, etc. À cela peut s'ajouter un certain nombre d'options, parmi lesquelles le double-vitrage ou encore un pack incluant GPS intégré, télévision, ensemble stéréo haute-fidélité et même pare-brise à filtrage de lumière à infrarouges.
L'habitacle peut être choisi en deux variantes principales : la version « confort », avec des placages en ronce de noyer, ou la version « sport » dans laquelle le bois est remplacé par des inserts en aluminium. D'une manière générale, la M5 paie sur la bascule son équipement et son niveau de confort : annoncée à 1 720 kg, la version d'essai sera contrôlée à 1 789 kg. Certaines sources font même état de modèles particulièrement bien équipés pesés à plus de 1 900 kg en ordre de marche.
Finalement, la E39 propose une étonnante dualité entre confort et sportivité, à la fois routière au long cours aux allures usuelles et redoutable attaquante sur circuit. Très à l'aise dans les grandes courbes en dépit de sa masse, dans lesquelles elle parvient à encaisser jusqu'à 1,2 G, la M5 offre des réactions progressives et prévisibles, qui en font une voiture aussi performante que facile à mener à tout rythme, et offrant un grand plaisir de conduite.

## Production
Contrairement aux deux précédentes générations qui étaient assemblées à la main chez BMW M GmbH à Garching bei München, la M5 E39 a été produite sur la ligne d'assemblage de la série 5 E39 normale à l'usine de Dingolfing, en dehors de Munich. Il n'existe aucun break en dehors du prototype.
- ECE (LHD): 7,895 exemplaires produits au 10/98-03/06
- CEE (RHD): 2,595 exemplaires produits au 10/98-03/06
- US (LHD): 9,992 exemplaires produits au 09/99-03/06